# ماریو تیتون
ماریو تیتون (انگلیسی: Mario Titone؛ زادهٔ ۱۴ اکتبر ۱۹۸۸) بازیکن فوتبال اهل ایتالیا است.
از باشگاه‌هایی که در آن بازی کرده‌است می‌توان به باشگاه فوتبال ویرتوس لانچانو، باشگاه فوتبال پیزا، و باشگاه فوتبال ساسولو اشاره کرد.
وی همچنین در تیم ملی فوتبال Italy U20 Lega Pro بازی کرده‌است.